# James Glimm

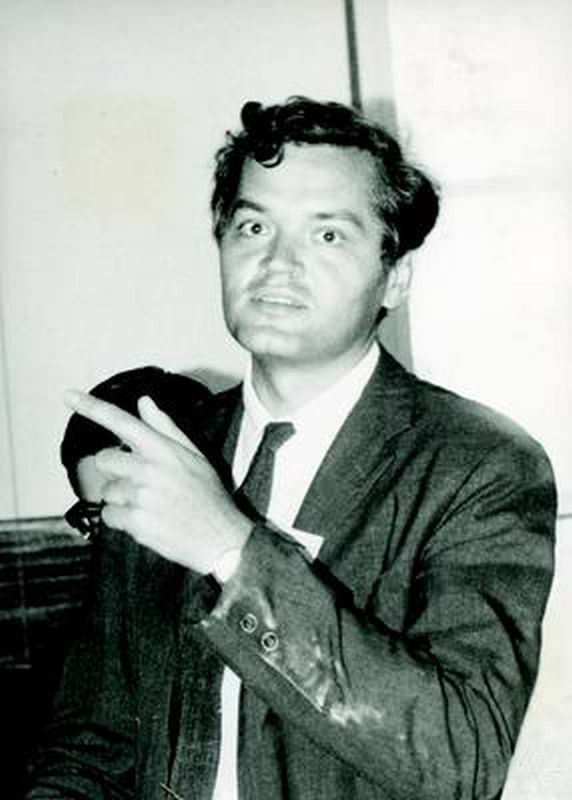
James Glimm, Nizza 1970

James Glimm (* 24. März 1934 in Peoria, Illinois) ist ein US-amerikanischer Mathematiker und mathematischer Physiker.

## Leben
James Glimm studierte zunächst Ingenieurwissenschaften an der Columbia University (B.A.-Abschluss 1956) und danach Mathematik, worin er 1959 bei Richard Kadison promoviert wurde (On a certain class of operator algebras). 1959/60 war er am Institute for Advanced Study, 1960 bis 1968 am MIT (wo er vom Associate Professor zum Professor aufstieg), 1968 bis 1974 und 1982 bis 1989 Professor am Courant Institute of Mathematical Sciences of New York University (dazwischen von 1974 bis 1982 Professor an der Rockefeller University) und ab 1989 Professor an der State University of New York at Stony Brook. Ab 1999 war er auch am Computational Science Center des Brookhaven National Laboratory.

## Leistungen
Glimm wurde vor allem ab den 1960er Jahren durch seine grundlegenden Arbeiten mit Arthur Jaffe über konstruktive Quantenfeldtheorie bekannt. Später arbeitete er auch über numerische Simulationen mit massivem Computereinsatz (Modellierung von Erdöllagerstätten, biochemische Modelle, Hydrodynamik). Weitere Arbeiten betreffen Operatoralgebren – nach ihm sind die Glimm-Algebren benannt, außerdem bewies er ein („nicht-kommutatives Stone-Weierstraß-“)Approximationstheorem für Operatoralgebren – quantenmechanische statistische Mechanik und die Theorie der Stoßwellen (Erhaltungssätze hyperbolischer partieller Differentialgleichungen).

## Ehrungen
- 1963–1964: Guggenheim-Stipendium
- 1965–1966: Guggenheim-Stipendium
- 1979: Preis für Mathematik und Physik der New York Academy of Sciences
- 1980: Dannie-Heineman-Preis für mathematische Physik mit Arthur Jaffe
- 1981: Aufnahme in die American Academy of Arts and Sciences
- 1984: Aufnahme in die National Academy of Sciences
- 1992: Leroy P. Steele Prize der American Mathematical Society.
- 2003: National Medal of Science

Von 2007 bis 2009 war er Präsident der American Mathematical Society (AMS), deren Mitglied er ist. 1974 hielt er einen Plenarvortrag auf dem ICM in Vancouver (Analysis over infinite dimensional spaces and applications to quantum field theory) und 1970 war er Invited Speaker auf dem ICM in Nizza (Models for Quantum Field Theory).
Einer seiner Doktoranden ist Thomas C. Spencer.